# Karislojo kyrkby

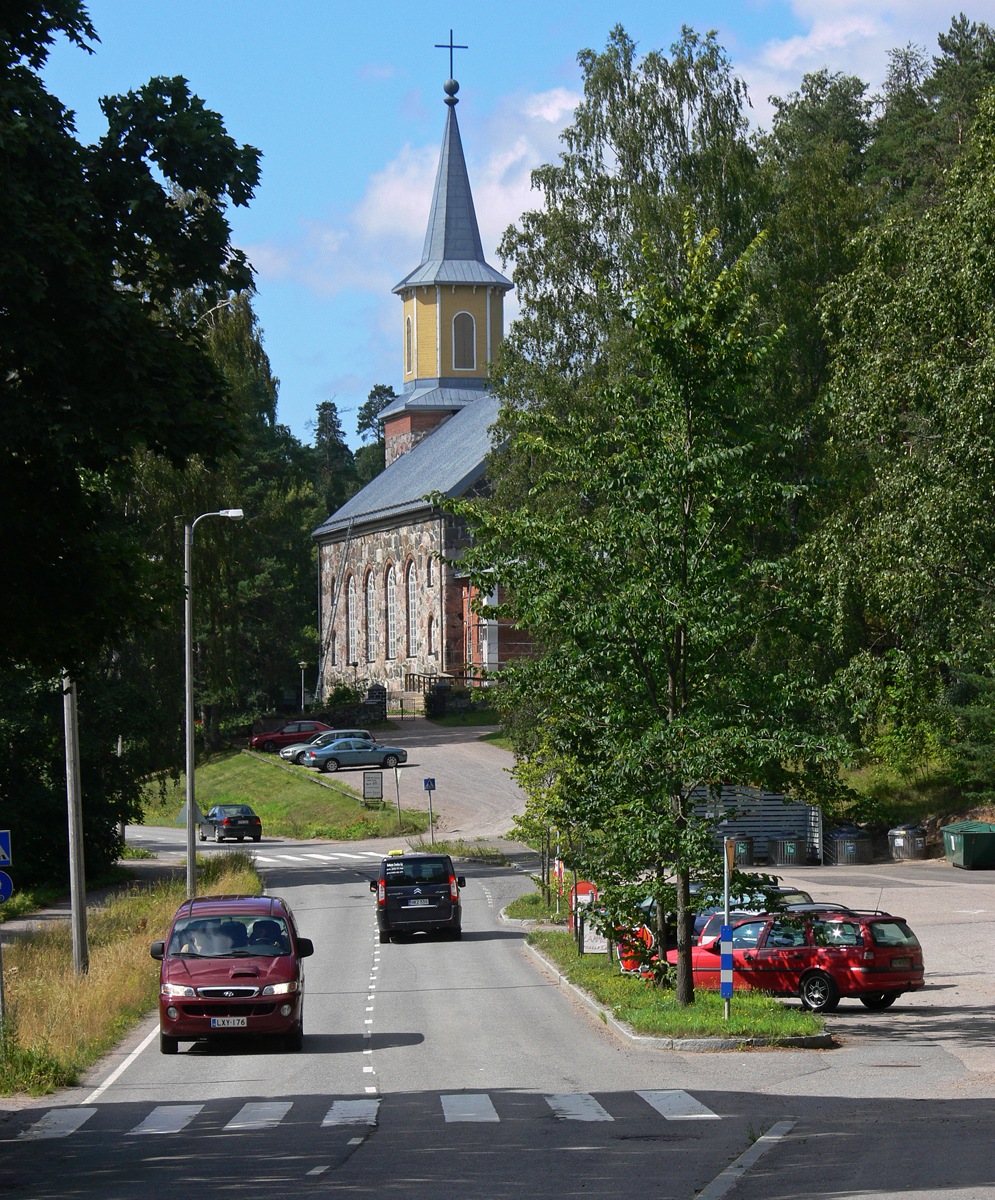
Karislojo kyrka

Karislojo kyrkby (finska: Karjalohjan kirkonkylä) är en kyrkby i Karislojo i Lojo stad i det finländska landskapet Nyland. Fram till år 2013 var byn administrativt centrum för Karislojo kommun. Karislojo uppgick i Lojo stad samma år. Karislojo kyrkbys grannbyar är bland annat Aktilaby, Ilmoniemi, Karislojo prästgård och Lohjantaipale.
Karislojo kyrkby är en värdefull byggd kulturmiljö av riksintresse och därmed skyddat enligt lag.

## Tjänster
I Karislojo kyrkby finns bland annat Karislojo bibliotek, Karislojo föreningshus, Byhuset Kehrä (det före detta kommunhuset), ungdomshuset Katulamppu (det före detta bönehuset), mataffären Sale och bensinstation.
Karislojo stenkyrka som färdigställdes 1860 ligger mitt i byn. Kyrkan brann i september 1970 när blixten slog ner i kyrkan. Karislojo kyrka restaurerades på 1990-talet. År 1977 byggdes en nyare kyrkobyggnad, Glaskyrkan, bredvid stenkyrkan. Glaskyrkan ändrades till församlingshus när kyrkans restaurering blev färdig. Karislojo områdesförsamling som tillhör Lojo församling har verksamhet i kyrkan.
I kyrkbyn finns också badhotellet Lojo Spa & Resort som tidigare hette Päiväkumpu.
Den nuvarande skolan i Karislojo färdigställdes på 1950-talet och bredvid skolan finns idrottshall och idrottsplan. Biblioteket finns nära skolan i en gammal timmerbyggnad som förr var Karislojo folkskola.